# Makói Városi Televízió
A Makói Városi Televízió (röviden Makói VTV) egy regionális televízióadó, amelynek célközönsége a makói járás településeinek lakossága. A makói önkormányzat 100%-os tulajdonában van. Műsorsugárzáson kívül események videófelvételeit, színházi előadások archiválását, referenciafilmek készítését végzi.

## Műsora
A Makói Városi Televízió 1990 óta működik, jelenleg gazdasági társaság (nonprofit kft.) formájában. Fő célkitűzése Makó és a környező 16 település lakosságának ellátása információkkal. A Médiahatóság engedélye alapján napi 24 órában folytat földfelszíni sugárzást, de a háztartások jelentős részébe kábeltelevíziós szolgáltatás keretében jut el. 2011 szeptemberében indította saját youtube csatornáját (https://www.youtube.com/user/MakoiVTV), ahol azóta minden elkészült híradós anyag és néhány hosszabb műsor is megtalálható. Ehhez kapcsoltan saját facebook profilt is létrehozott, ezzel próbálva elérni a fiatalabb közönséget (https://www.facebook.com/makoivtv). 2013 szeptemberében megújult a csatorna weboldala is.
Fő műsorelemei:
HÉTFŐ: SPORT -
			Műsorajánló, Reklám, Híradó, A Nap Kérdése, Sportközvetítés 
			(Makói Futball Club, Makói Kézilabda Club, Marosmenti Női Kézilabda Egyesület)
KEDD: KÖZÉLET, HELYI AKTUALITÁSOK -
			Műsorajánló, Reklám, Híradó, A Nap Kérdése, Fókusz - közéleti magazin
SZERDA: KULTÚRA, ÉLETMÓD, EGÉSZSÉGÜGY -
			Műsorajánló, Reklám, Híradó, A Nap Kérdése, Elixír - egészségügyi magazin,
			Mancs - kisállat magazin, kulturális műsorok

SZERDA: HELYI POLITIKA - 
			Minden hónap utolsó szerdáján élő közvetítés Makó Város Önkormányzati Képviselőtestületének rendes üléséről
CSÜTÖRTÖK: KÖZÉLET, HELYI POLITIKA, VÁROSFEJLESZTÉS - 
			Műsorajánló, Reklám, Híradó, A Nap Kérdése, Az országgyűlési képviselő fogadóórája, 
			A polgármester fogadóórája, Városi fejlesztések - magazinműsor
PÉNTEK: KULTÚRA - 
			Társalgó - kulturális magazinműsor, kulturális események felvételei, Heti Hírösszefoglaló